# Ostrov (Ouběnice)
Ostrov je malá vesnice, část obce Ouběnice v okrese Příbram ve Středočeském kraji. Nachází se asi jeden kilometr severozápadně od Ouběnic. Vesnicí protéká Lhotecký potok. Je zde evidováno 17 adres. V roce 2011 zde trvale žilo 35 obyvatel.
Ostrov leží v katastrálním území Ostrov u Ouběnic o rozloze 1,54 km².

## Historie
První písemná zmínka o vesnici pochází z roku 1379.

## Obyvatelstvo
| Rok            | 1869 | 1880 | 1890 | 1900 | 1910 | 1921 | 1930 | 1950 | 1961 | 1970 | 1980 | 1991 | 2001 | 2011 | 2021 |
| -------------- | ---- | ---- | ---- | ---- | ---- | ---- | ---- | ---- | ---- | ---- | ---- | ---- | ---- | ---- | ---- |
| Počet obyvatel | 105  | 103  | 97   | 84   | 67   | 72   | 77   | 51   | 56   | 55   | 53   | 36   | 37   | 35   | 35   |
| Počet domů     | 13   | 14   | 14   | 14   | 14   | 14   | 16   | 18   | 18   | 13   | 14   | 15   | 16   | 17   | 17   |

## Obecní správa

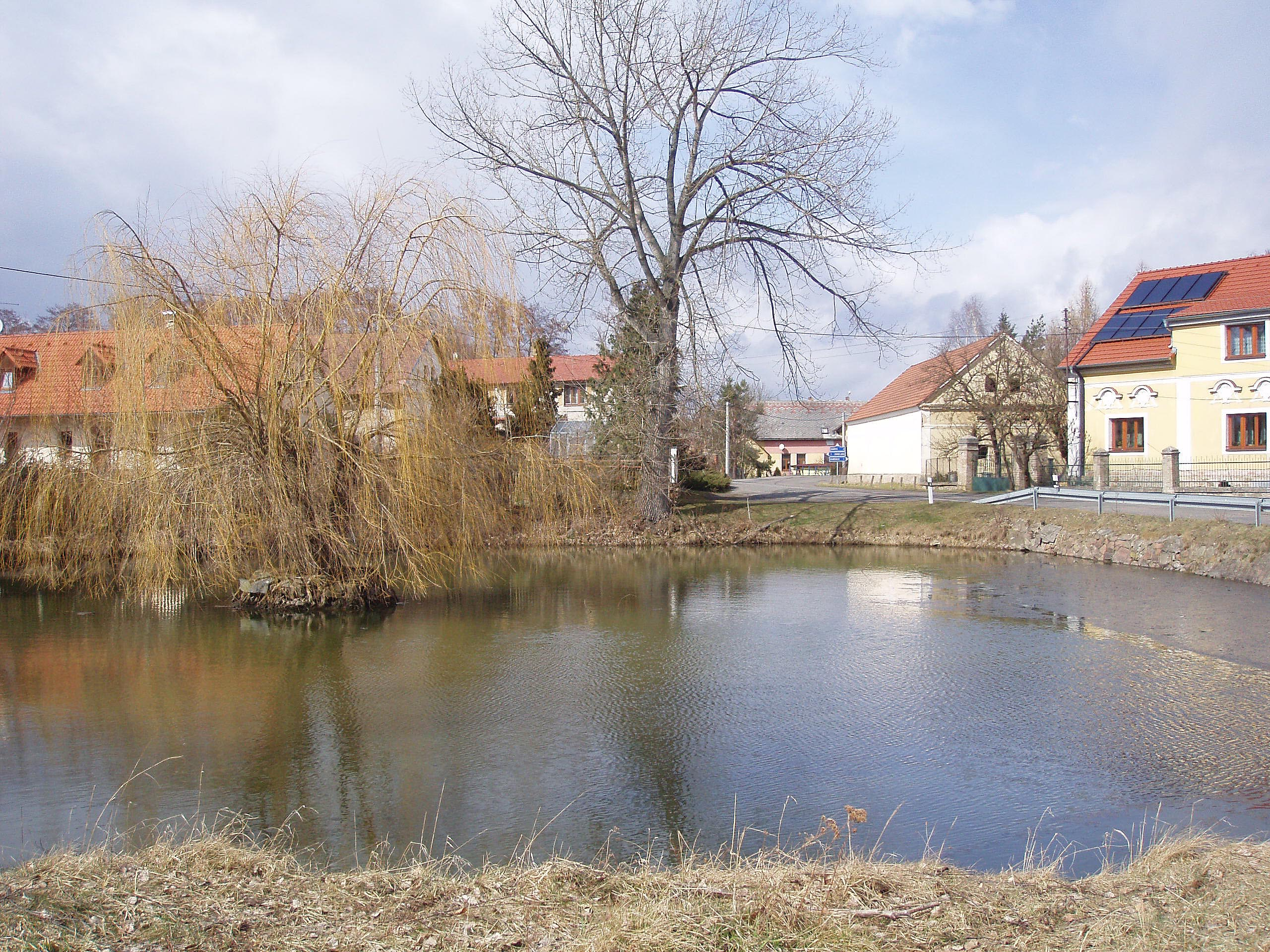
Náves

Při sčítání lidu v letech 1850–1879 Ostrov byl osadou obce Druhlice v okrese Příbram. Od roku 1930 je částí obce Ouběnice, se kterým patřil nejprve do okresu Příbram, ale v roce 1950 v okrese Dobříš a od roku 1960 opět v okrese Příbram.